# Tito Strozzi
Tito Vespasiano Strozzi lub Tytus Wespazjan Strozzi (ur. 1422, zm. 1505) – jeden z najznakomitszych poetów łacińskich XV wieku. Całe życie przebywał na dworze w Ferrarze. Był zagorzałym przeciwnikiem wprowadzenia do literatury języka włoskiego. Autor cyklu elegii Erotica.

## Życiorys
Tito Vespasiano Strozzi wywodził się z ferraryjskiej gałęzi znakomitego rodu florenckiego. Pierwszym Strozzim, który zamieszkał w Ferrarze na początku XV wieku był Nanni Strozzi. Według legendy jeden z przodków Tita udusił (strozzare) w jakiejś bójce potężnego przeciwnika i rodzinę zaczęto odtąd zwać „Dusicielami”, „Strozza”, a później „Strozzi”. Dziadek Tita, Carlo, wraz z synem Giovannim musieli, jako przywódcy florenckich Gwelfów, porzucić ojczyznę, gdy do władzy na krótki czas doszli Gibelini. Giovanni ożenił się w Ferrarze z córką znakomitego rodu Constanzą de’Costabili i miał z nią czterech synów. Tito najmłodszy z nich urodził się w 1422 roku. Był uczniem Guarina z Werony wraz z synami markiza Ferrary Mikołaja III d’Este: Leonellem, Borsem i Herkulesem. Dość wcześniej zaczął pisać wiersze po łacinie, do czego podnietą stał mu się klasycyzujący dwór Leonella d’Este (1441-1450). Po śmierci Guarina stanął na czele humanistów ferraryjskich. Był zagorzałym przeciwnikiem wprowadzenia do literatury języka włoskiego.
Borso d’Este (1450-1471), który lubił i cenił Tita, ożenił go w 1467 roku z Domicellą, bogatą sierotą po generalnym kapitanie swoich wojsk, hrabi Gwidonie Rangone. W 1470 roku ofiarował mu złotą szpadę. W 1471 roku zabrał ze sobą do Rzymu, gdzie kolegium kardynalskie, chcąc się przypodobać księciu, uwieńczyło poetę wawrzynem. Tito cieszył się również zaufaniem kolejnego księcia Herkulesa I (1471-1505). W 1473 roku został wysłany w orszaku udającym się po żonę dla księcia, Eleonorę Aragońską, do Neapolu, później został gubernatorem Rovigo i Polesine. Brał udział w wojnie z Wenecją. Posłował do papieża Innocentego VIII.
Tito był, podobnie jak Borso i Herkules I, namiętnym myśliwym. Lasy wokół Racano, gdzie miał letnią rezydencję, obfitowały w zwierzęta. Tito sprowadzał psy myśliwskie z Tracji. Sam wprawiał do łowów swoje sokoły i jastrzębie. Jednego z sokołów, Baragina, kazał namalować Cosimo Turze i napisał na cześć ulubionego ptaka łaciński wiersz. Oprócz Domu w Racana, miał jeszcze trzy wille, spośród których dwie ofiarował mu Borso.
W 1497 roku został przez Herkulesa I mianowany najwyższym dostojnikiem w państwie, naczelnikiem Savich. Początek urzędowania Tita przypadł na okres wojny z Wenecją. Miasto nawiedziło też kilkakrotne trzęsienie ziemi i zaraza morowa. Kraj był wyniszczony podatkami i nieustannymi przemarszami wojsk francuskich. Strozzi, jako najwyższy urzędnik państwowy, stał się jedną z najbardziej znienawidzonych osobistości. Zwano go „ludożercą”, mówiono, że messer Tito jest gorszy od samego diabła. Możliwe że przyczyną tej nienawiści było przekonanie, że to Tito namówił księcia do założenia nowej części miasta, której budowa pochłaniała olbrzymie sumy. W 1498 roku Tito uzyskał u księcia nominację swego syna Ercola na swojego pomocnika, de’dodici Savi, co wzburzyło jeszcze bardziej ludność miasta.
Tito przeżył Herkulesa I o pół roku. Przybył jeszcze 20 stycznia 1505 roku z Rocano do Ferrary, by stanąć u wezgłowia umierającego księcia i oddać buławę książęcą jego synowi, Alfonsowi I i ogłosić go prawym następcą tronu. Zmarł 30 sierpnia 1505 roku, wskutek zarazy morowej.

## Twórczość

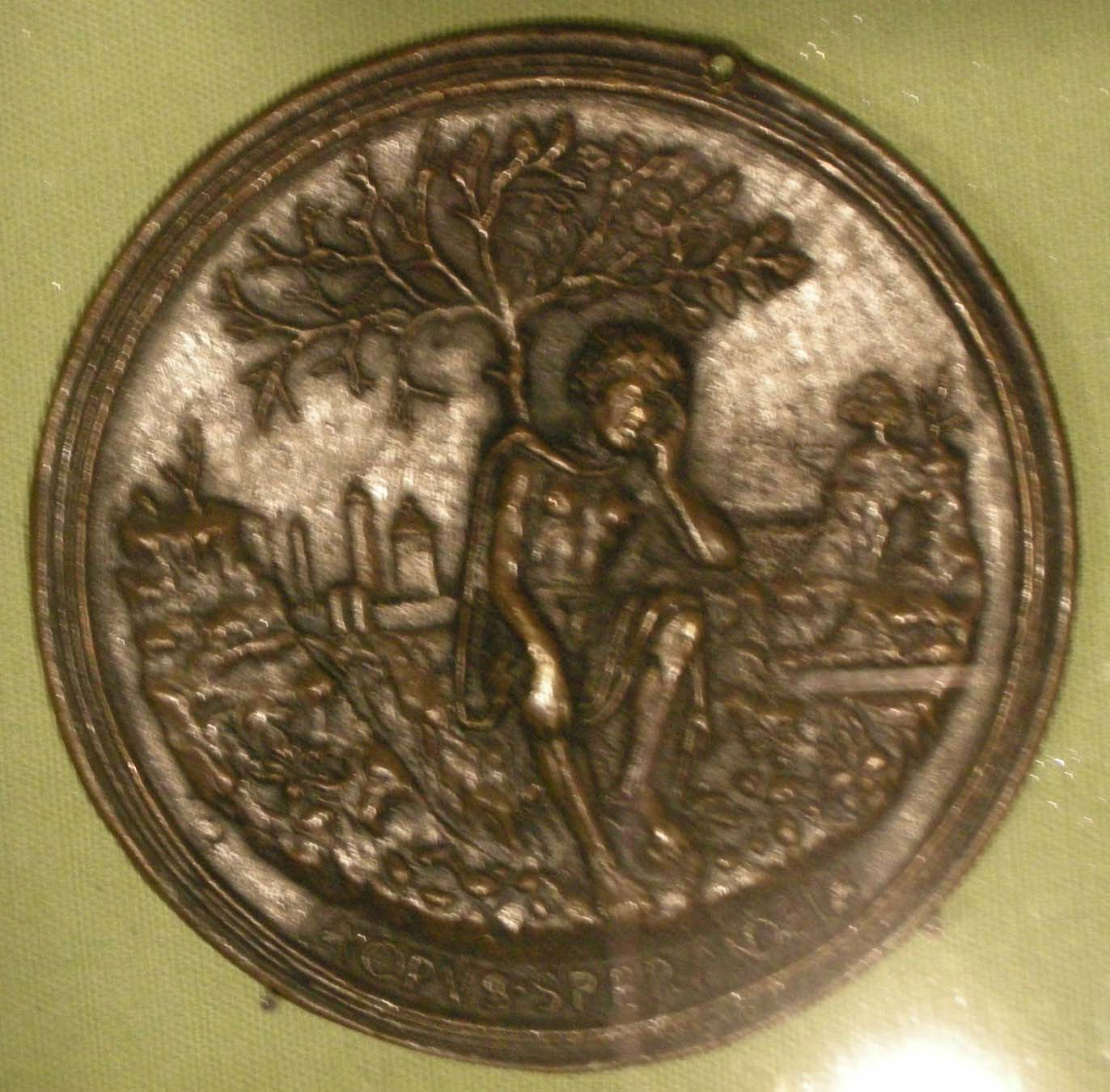
Medal Tito Strozziego, ok. 1473

Na wyścigach w Ferrarze wiosną 1441 roku dziewiętnastoletni Tito poznał prześliczną dziewczynę o złotawych włosach, którą nazwał Anthią, i dla której napisał cykl elegii zatytułowany Erotica, należących do jego najlepszych utworów. Jako uczeń Guarina, Strozzi ubrał swe uczucia w zwroty i obrazy zaczerpnięte z greckiego romansu Ksenofonta z Efezu, nadał też swej wybrance imię starożytnej bohaterki. W tajemniczej Anthii musiał się jednak kochać ktoś potężniejszy od Tita, skoro kazano młodzieńcowi opuścić Ferrarę i pozwolono mu wrócić do rodzinnego miasta, dopiero gdy Anthia przeniosła się do Florencji. Anthia najwyraźniej nie odwzajemniła płomiennego uczucia młodego poety. Bardzo zmysłowe, a miejscami nieprzyzwoite elegie Strozzi wydał po latach, dedykując je księżnej Lukrecji Borgii.
Tito ożenił się dopiero w czterdziestym piątym roku życia, zdążył więc pisać wiersze do innej jeszcze blondynki, której również nadał greckie imię, Phylloroë. Strozzi był bardzo zakochany w pięknej Ferraryjce mieszkającej w willi nad brzegami Padu. Opisał w wierszu jej stary, bluszczem opleciony domek, z freskami świętych zwietrzałymi od deszczu, ukryty wśród drzew, obok kaplicy poszarpanej wylewami Padu. Phylloroë zmarła młodo, wskutek panującej w Ferrarze zarazy, a poeta szczerze opłakał jej stratę.
Oprócz wierszy erotycznych Strozzi pisał sporo poezji pochwalnej dla księcia i książęcej rodziny: z okazji zaślubin syna ksiżążęcego Alfonsa z Anną Sforzą, na śmierć księżnej Eleonory Aragońskiej, z powodu przybycia Lukrecji Borgii. Nawet zamarznięcie Padu w 1443 roku dało mu asumpt do pochwały księcia. Na powitanie Borsa pisał, że gdy książę przyjeżdża niebo się rozjaśnia, burze uspokajają, a ziemia okrywa zielenią. Pisał wiersze na każdą okoliczność, nawet z okazji postawienia nowej budowli w Ferrarze. Czasami jego pochlebstwa przybierały dziwaczną formę. Pisał na przykład, że lew, którego książę miał w swym zwierzyńcu, we wszystkim naśladuje swojego pana, nigdy bowiem nie rzuca się na słabsze od siebie zające czy psy, ale zawsze walczy z równymi sobie bawołem, niedźwiedziem albo dzikiem. Lew niestety nie dostosował się do wiersza i jakiś czas potem rozdarł małą córeczkę ogrodowego strażnika, która dawał mu jeść. Na cześć księcia Herkulesa I Tito nazwał swego syna również Herkulesem, książęca rodzina odwdzięczyła mu się jednak za to pochlebstwo podobnie jak lew córce strażnika.
Pod koniec życia Borsa d’Este rozpoczął pracę nad poematem o nim. Nie dokończył go jednak, gdyż po śmierci swego protektora, zajął się pisaniem wierszy ku czci jego następcy.
Strozzi był prawdopodobnie najwybitniejszym poetą łacińskim XV wieku. Posiadał poczucie piękna przyrody, spostrzegawczość w oddawaniu wydarzeń współczesnych i poetycki temperament widoczny nawet w pisanych pod koniec życia dla Lukrecji Borgii epigramach. Łaciną nie władał jednak tak dobrze jak Poliziano czy Giovanni Pontano. Łacina i dworactwo zabiły ostatecznie jego talent. Poezje jego, w większości erotyczne, mają charakter uczonej literatury, szukają raczej poklasku u podobnych mu humanistów, niż zrozumienia u kobiet, w których się kochał.